# Королево (Новосокольнический район)
Королево — деревня в Новосокольническом районе Псковской области России. Входит в состав  Насвинской волости.

## География
Расположена в 33 км к северу от города Новосокольники и в 3 км к юго-западу от волостного центра, деревни Насва.

## Население
| 2001 | 2002 | 2010 |
| ---- | ---- | ---- |
| 33   | ↘20  | ↘11  |

Численность населения деревни по оценке на начало 2001 года составляла 33 жителя.